# Bergelmir (mythologie)
Bergelmir (Oudnoors "Bergbruller" of ook "Kromme") is in de Noordse mythologie een Waterreus, stamvader van de Jötun, zoon van Thrudgelmir en kleinzoon van de oerreus Ymir (ook wel Aurgelmir genoemd, Edda, Wafthrudnirlied 29). 
Bergelmir overleefde, toen zijn grootvader Aurgelmir door de goden werd opgeofferd als materiaal voor het maken van de werelden, en alle reuzen daarop in diens rondvloeiend levenssap verdronken. Hij kon samen met zijn vrouw nog tijdig in een holle boomstronk kruipen om die als boot te gebruiken. Bergelmir voer toen met zijn vrouw naar een plaats die Jötenheim zou gaan heten. Daar stegen zij uit en brachten een nieuw jonger geslacht voort van Rijpreuzen. 
Zo werd Bergelmir de oervader van een nieuwe generatie reuzen, de Jötun.
Zijn lotgevallen stellen hem op één lijn met talloze zondvloedhelden die aan een algemene verdrinkingsdood ontkwamen. Zo zijn er de Mesopotamische Utnapisthim, Deukalion en Pyrrha, Philemon en Baucis in de Griekse mythen, de Bijbel kent Noach die in een ark de zondvloed overleefde.
Tot aan de Ragnarok, als hun woede werkelijk uitbarst, zullen de reuzen de goden deze daad indachtig vijandig gezind zijn, al zullen er ook grootmoedige reuzen zijn. Maar dan zullen zij vanuit Hels rijk de Asgard bestormen.